# Зелински манастир
Зелинският или Ботевградският манастир „Рождество на Пресвета Богородица“ се намира в курортната местност Зелин край Ботевград, на около 2,5 км югоизточно от града. Манастирът в миналото е известен и като Орханийски по старото име на Ботевград. Съществува в периода ХІІ – ХІV век, около който е разположено старото селище Зелин. До манастира се стига по асфалтов път от центъра на Ботевград в южна посока по пътя за местността Зелин.
Счита се, че Зелинският манастир е основан през XIV в., но е възстановен в сегашния си вид през 1926 г. Представлява комплекс от църква и малки жилищни сгради. Действаща мъжка обител. Църквата е построена през 1926 г. и осветена същата година. Тя представлява малка, еднокорабна, едноапсидна сграда с притвор и неголяма камбанария. В храма няма стенописи, но има красив иконостас. На мраморна плоча до входа на църквата пише, че в тази местност е било разположено село Зелин, чиито жители в края на XVII век се преселват на 2 км северно от там в новосъздадено село, което последователно се превръща в Орхание и в бъдещия Ботевград. Манастирът е добре поддържан. Приема посетители при съблюдаване на манастирските изисквания. Храмовият празник е на 8 септември.